# Erika Bruzonich
Erika Bruzonich (1970.), hrvatska spisateljica, odvjetnica i novinarka iz Bolivije. Objavila je četiri knjige pripovijedaka. Godine 2007. bila je finalistica Međunarodnoga natječaja za kratku pripovijest Salon hispanoameričke knjige s pripovijetkom Žene bez kože.